# Antônio Raimundo Teixeira Vieira Belfort
Antônio Raimundo Teixeira Vieira Belfort ComNSC (São Luís, 17 de junho de 1818 — Rio de Janeiro, 16 de agosto de 1905), primeiro e único barão de Gurupi e visconde de Belfort, foi magistrado e político brasileiro.

## Biografia
Antônio raimundo era filho do coronel José Joaquim Vieira Belfort, coronel de milícias no Maranhão, e de Maria Teresa Teixeira Vieira Belfort, e neto materno do comerciante e traficante de escravos português, Caetano José Teixeira. Era irmão inteiro do comendador José Joaquim Teixeira Vieira Belfort e tio materno do engenheiro Raimundo Belfort Roxo.
Formado em Direito, tornou-se magistrado. Representou sua província natal na Assembleia Geral durante a 9ª legislatura (1853-1856).
Casou-se, em São Luís do Maranhão, em 19 de abril de 1841, com Augusta Carlota Bandeira Duarte (1820 - 1883), filha de Francisco de Paula Pereira Duarte (futuro presidente do Supremo Tribunal de Justiça) e de Carlota Joaquina Belfort Leitão Bandeira, sua prima-irmã. O casamento deixou descendência, ao que se sabe, três filhas:
- Felisberta Augusta Duarte Belfort (1847 - 1909), casada em primeiras núpcias, em 1865, com Antônio Lourenço da Silva Bragança, e depois com Antônio Carlos Gamboa;
- Maria da Glória Duarte Belfort, casada, em 1871, com Antônio de Paula Ramos Júnior;
- Teresa Augusta Duarte Belfort, casada, em 1883, com o português Joaquim José Cerqueira.

Agraciado barão de Gurupi, em 11 de dezembro de 1855, no Brasil. Era comendador da Imperial Ordem da Rosa, cavaleiro da Imperial Ordem de Cristo, comendador da Real Ordem Militar de Nossa Senhora da Conceição de Vila Viçosa. Agraciado visconde de Belfort em 12 de setembro de 1872, em Portugal.